# Enzo Le Fée
Enzo Jérémy Le Fée (* 3. února 2000) je francouzský profesionální fotbalista, který hraje na pozici záložníka za anglický klub Sunderland AFC.

## Klubová kariéra

### Lorient
Le Fée začal svou fotbalovou kariéru v mládežnické akademii La Vigilante FL Kéryado, než se v osmi letech přesunul do mládežnické akademie Lorientu. Dne 13. listopadu 2018 podepsal s Lorientem svou první profesionální smlouvu. Svůj profesionální debut za Lorient si odbyl 10. května 2019 při remíze 0:0 v Ligue 2 se Sochaux.

### Rennes
Dne 7. července 2023 podepsal smlouvu s klubem Stade Rennais FC. Svůj debut v Ligue 1 si odbyl při výhře 5:1 nad Métami.

### AS Řím
Dne 10. července 2024 podepsal Le Fée pětiletou smlouvu s AS Řím v hodnotě 23 milionů eur.

### Sunderland
Dne 10. ledna 2025 přestoupil Le Fée do anglického klubu Sunderland AFC na zbytek sezóny s povinnou opcí na přestup, která by byla aktivována, pokud by Sunderland postoupil do Premier League. Svou první branku za Sunderland vstřelil 12. února 2025 v EFL Championship při vítězství 2:0 nad Luton Town.
Po postupu do Premier League Sunderland aktivoval výkupní klauzuli, která zajistila jeho trvalý přestup za 19 milionů liber. Le Fée podepsal čtyřletou smlouvu a stal se první posilou Sunderlandu po jejich návratu do nejvyšší soutěže.

## Statistiky

### Klubové
Platí k zápasu hranému 21. května 2025.
| Klub                   | Sezóna            | Liga                   | Liga   | Liga | Národní pohár | Národní pohár | Ligový pohár | Ligový pohár | Ostatní | Ostatní | Celkově | Celkově |
| Klub                   | Sezóna            | Soutěž                 | Zápasy | Góly | Zápasy        | Góly          | Zápasy       | Góly         | Zápasy  | Góly    | Zápasy  | Góly    |
| ---------------------- | ----------------- | ---------------------- | ------ | ---- | ------------- | ------------- | ------------ | ------------ | ------- | ------- | ------- | ------- |
| Lorient B              | 2017/18           | Championnat National 2 | 3      | 1    | —             | —             | —            | —            | —       | —       | 3       | 1       |
| Lorient B              | 2018/19           | Championnat National 2 | 17     | 0    | —             | —             | —            | —            | —       | —       | 17      | 0       |
| Lorient B              | 2021/22           | Championnat National 2 | 1      | 0    | —             | —             | —            | —            | —       | —       | 1       | 0       |
| Lorient B              | Celkově           | Celkově                | 21     | 1    | —             | —             | —            | —            | —       | —       | 21      | 1       |
| Lorient                | 2018/19           | Ligue 2                | 2      | 0    | 1             | 0             | 0            | 0            | —       | —       | 3       | 0       |
| Lorient                | 2019/20           | Ligue 2                | 26     | 0    | 2             | 0             | 1            | 0            | —       | —       | 29      | 0       |
| Lorient                | 2020/21           | Ligue 1                | 36     | 0    | 1             | 0             | —            | —            | —       | —       | 37      | 0       |
| Lorient                | 2021/22           | Ligue 1                | 36     | 2    | 1             | 0             | —            | —            | —       | —       | 37      | 2       |
| Lorient                | 2022/23           | Ligue 1                | 35     | 5    | 1             | 1             | —            | —            | —       | —       | 36      | 6       |
| Lorient                | Celkově           | Celkově                | 135    | 7    | 6             | 1             | 1            | 0            | —       | —       | 142     | 8       |
| Rennes                 | 2023/24           | Ligue 1                | 25     | 0    | 4             | 0             | —            | —            | 6       | 0       | 35      | 0       |
| AS Řím                 | 2024/25           | Serie A                | 6      | 0    | 1             | 0             | —            | —            | 3       | 0       | 10      | 0       |
| Sunderland (hostování) | 2024/25           | EFL Championship       | 15     | 1    | —             | —             | —            | —            | 3       | 0       | 18      | 1       |
| Sunderland             | 2025/26           | Premier League         | 0      | 0    | 0             | 0             | 0            | 0            | —       | —       | 0       | 0       |
| Sunderland             | Celkově           | Celkově                | 15     | 1    | 0             | 0             | 0            | 0            | 3       | 0       | 18      | 1       |
| Celkově v kariéře      | Celkově v kariéře | Celkově v kariéře      | 202    | 9    | 11            | 1             | 1            | 0            | 12      | 0       | 226     | 10      |

## Úspěchy
Lorient
- Ligue 2: 2019/20

#### Sunderland
- Play-off EFL Championship: 2025